# 1994 au théâtre
| Années du théâtre : 1991 - 1992 - 1993 - 1994 - 1995 - 1996 - 1997    |
| Décennies du théâtre : 1960 - 1970 - 1980 - 1990 - 2000 - 2010 - 2020 |

Cet article présente les faits marquants de l'année 1994 au théâtre.

## Pièces de théâtre représentées
- 18 avril : Thomas More ou l'Homme libre de Jean Anouilh, mise en scène de Jean-Luc Jenner, Crypte Sainte-Agnès (création)
- 12 juin : Les Chevaliers de la Table ronde de Jean Cocteau, mise en scène Nicolas Briançon, Théâtre des Célestins (Lyon) et Tournées Herbert-Karsenty, avec Jean Marais
- juillet-août : L'Aiglon d'Edmond Rostand, mise en scène de François Rancillac, Bussang, Théâtre du Peuple[1].
- 6 septembre : Le Bateau pour Lipaïa d'Alexeï Arbouzov, mise en scène Jean-Claude Penchenat & Samuel Bonnafil, Théâtre de la Madeleine
- 28 octobre : « Art », comédie de Yasmina Reza, à la Comédie des Champs-Élysées

- Oleanna de David Mamet, mise en scène Maurice Bénichou, Théâtre de la Gaîté-Montparnasse
- Tempête sur le pays d’Égypte de Pierre Laville, mise en scène Jean-Claude Fall, Théâtre Gérard Philipe

## Festival d'Avignon

### Cour d'honneur duPalais des Papes
- x

## Récompenses
- 8e Nuit des Molières (Molières 1994)

## Décès
- 7 janvier : Vittorio Mezzogiorno (°1941)
- 22 janvier : Jean-Louis Barrault (°1910)
- 18 février : Michel Duran (°1900)
- 6 mars : Melina Mercouri (°1920)
- 28 mars : Eugène Ionesco (°1909)
- 28 mars : Claude Sainval (°1911)
- 29 mars : Claude Melki (°1939)
- 20 avril : Jean Carmet (°1920)
- 5 mai : Bernard Dort (°1929)
- 11 mai : Henri Guisol (°1904)
- 16 mai : Alain Cuny (°1908)
- 4 juin : Toto Bissainthe (°1934)
- 14 juin : Marcel Mouloudji (°1922)
- 28 août : Marie-Hélène Dasté (°1902)
- 18 septembre : Jean-Jacques (°1923)
- 23 septembre : Madeleine Renaud (°1900)
- 30 septembre : Pierre Sabbagh (°1918)
- 5 octobre : Jacques Tarride (°1903)
- 9 octobre : Florence Blot (°1912)
- 12 octobre : Sady Rebbot (°1935)
- 15 octobre : Jean Dasté (°1904)
- 22 octobre : Benoît Régent (°1953)
- 24 octobre : René Clermont (°1921)